# NGC 397
NGC 397 est une galaxie elliptique naine située dans la constellation des Poissons. NGC 397 a été découverte par l'astronome irlandais Robert Stawell Ball en 1866.

## Caractéristiques
Sa vitesse par rapport au fond diffus cosmologique est de 4 711 ± 30 km/s, ce qui correspond à une distance de Hubble de 69,5 ± 4,9 Mpc (∼227 millions d'al).
À ce jour, une mesure non basée sur le décalage vers le rouge (redshift) donne une distance d'environ 62,800 Mpc (∼205 millions d'al). Cette valeur est tout juste à l'extérieur des valeurs de la distance de Hubble.